# Victoria Majekodunmi
Victoria Majekodunmi (Noisy-le-Grand, 30 dicembre 1996) è una cestista francese.

## Carriera
Con la Francia 3x3 ha vinto la medaglia d'oro ai Giochi del Mediterraneo del 2018.